# 国仲涼子
国仲 涼子（くになか りょうこ、1979年〈昭和54年〉6月9日 - ）は、日本の女優、歌手。ぱれっとを経て、ライジングプロダクションに所属（2025年3月まで）。
沖縄県那覇市出身。那覇市立上間小学校、那覇市立寄宮中学校、沖縄県立那覇商業高等学校を卒業した。夫は俳優の向井理。

## 来歴

### 学生時代
- 小学生の頃にそろばんを習っていた[8]。
- 中学時代は陸上部に所属した[8]。高校の志望校は、そろばんが好きで数学も得意なことと、本人曰く「夏の制服がかわいく、この制服を着たいと思い那覇商業に絞っていた」と早い時期から決めていた[8]。
- 高校時代は部活動をせず、那覇市内の軽食店でアルバイトに励む。ほぼ毎日、授業が終わるとバスに乗って通い、夏休みは大忙しであった。
- 楽しい高校生活を送っていたが悩みはあり、特に進路や就職のことで友人と悩みを共有した。「無趣味で好きなものが見つからない自分に焦った。何になりたいんだろうと悩んだ」という。そんな頃、アルバイト中にスカウトされる[2]。仕事があるか分からず、不安でいっぱいだったが、両親は「何事も経験。取りあえず行ってごらん。だめだったら帰っておいで」という考えだった。その後上京する[2]。

### 芸能界へ入る
- 1998年、『アイドルハイスクール 芸能女学館』（フジテレビ）にレギュラー出演した後、翌1999年『L×I×V×E』（TBS）で女優としてデビューし、同年、深夜ドラマ『悪いオンナ「プレイヤー」』（TBS）でドラマ初主演を果たす[2]。
- 2001年放送のNHK連続テレビ小説『ちゅらさん』でヒロイン・恵里役を演じ、第39回ゴールデン・アロー賞「放送新人賞」や第26回エランドール賞「新人賞」を受賞した[2]。
- 2001年、NHK金曜時代劇『五瓣の椿』で時代劇に初挑戦し、第27回ブルガリア・ゴールデンチェスト国際テレビ祭「最優秀女優賞」を受賞した[2]。
- 2003年、NHK月曜ドラマシリーズ『ちゅらさん2』のテーマソング『琉球ムーン』で歌手デビュー[10]。2004年にはアルバム『ふるさと』[11]、2ndシングル『めぐり逢えたね』（『ちゅらさん3』テーマソング）やDVD『音景色』をリリースした。
- 2003年、『ミラーを拭く男』で映画デビューした[11]。
- 2005年、関西テレビ系列のドラマ『みんな昔は子供だった』で、ゴールデンタイムでは初の民放連続ドラマ主演を果たす[11]。
- 2014年11月21日、関西テレビ系列のドラマ『ハングリー!』で共演した俳優の向井理と同年12月に結婚予定であるとスポーツニッポンが報じた[12]。大安の12月28日に向井との婚姻届を提出した[13]。
- 2015年4月20日、第1子妊娠を発表した[14]。同年9月30日、第1子となる男児を出産したことを所属事務所の公式サイトを通し発表した[15]。具体的な出生日は明らかにされていない。
- 2016年6月12日、『99.9-刑事専門弁護士-』（TBS）第9話ゲスト出演で産休から復帰した。
- 2017年9月25日、第2子妊娠を発表した[16]。翌2018年、第2子を出産し、同年11月10日放送の『世にも奇妙な物語 '18秋の特別編』（フジテレビ）中の『あしたのあたし』主演で仕事に復帰した[17]。
- 2025年3月31日、所属事務所のライジングプロダクションを退所することを発表した[6]。

## 人物

### エピソード
- 幼い頃から活発な子だった。「おてんばでした。ショートカットで色黒。男の子に間違われていた」という[8]

### 交友関係
- 島谷ひとみはお互いに親友と呼ぶ仲である[18]。テレビでは、2002年のドラマ『探偵家族』（日本テレビ）第8話や、バラエティー番組『ブルブルアンタッチャブル』（テレビ朝日）（2007年10月12日放送）で共演している。
- 田中好子とは、『ちゅらさん』での共演を機に親交を深め、東京の「母親」として慕い、韓国旅行を共にしたり、『森のささやき』（フジテレビ、田中がレギュラーでナレーションを担当）の特別編（2010年7月31日放送）で尾瀬を訪れたこともあった。実生活でもドラマの世界そのままに、田中は国仲を「恵里」、国仲は田中を「お母さん」と呼んでいた。しかし2011年4月21日、田中は乳がんで死去し、24日の通夜で国仲は、「いろんなものをもらってばかりで、私からは何もしてあげられなかった」「いつもかわいい声で『恵里』って呼んでくれた姿が印象的でした」と涙ながらに報道陣の前で語った[19][20]。
- SHEILAとは『結婚できない男』（関西テレビ）で共演して以来、プライベートで旅行をする仲である。国仲はSHEILAを「シェイ姉」と呼び慕っている[21]。

### 評判
- 『朝日新聞』2010年9月25日付のbeランキング「心に残る朝ドラヒロイン」アンケート結果では、『ちゅらさん』のヒロインを務めた国仲は第3位だった。これは、第1位の樫山文枝（『おはなはん』）、第2位の田中裕子（『おしん』）に次ぐ順位である。

## 主な出演作品

### 映画
- ミラーを拭く男（2003年、パル企画） - 皆川真由美 役
- 電車男（2005年、東宝） - リカ 役
- そのときは彼によろしく（2007年、東宝） - 柴田美咲 役
- HERO （2007年、東宝） - 松本めぐみ 役
- 感染列島 （2009年、東宝） - 三田多佳子 役
- ダーリンは外国人（2010年、東宝） - 三佳 役
- 相棒シリーズ X DAY（2013年、東映） - 麻生美奈 役
- 366日（2025年、ソニー・ピクチャーズ エンタテインメント） - 玉城明香里 役[22][23]

### テレビドラマ
- L×I×V×E（1999年4月 - 6月、TBS） - 村西啓子 役
- 国産ひな娘（1999年4月 - 9月、テレビ東京）
- 悪いオンナ「プレイヤー」（1999年11月、TBS） - 主演・赤坂真子 役
- shin-D「ナツのツボミ」（2000年5月 - 6月、日本テレビ ）
- Summer Snow（2000年7月 - 9月、TBS） - 鈴木美紗 役
- ちゅらさんシリーズ（NHK総合） - 主演・古波蔵（上村）恵里 役
  - ちゅらさん[24]（2001年4月 - 9月）
  - ちゅらさん2（2003年4月）
  - ちゅらさん3（2004年9月）
  - ちゅらさん4（2007年1月13日・20日）
- 五瓣の椿（2001年11月 - 12月、NHK総合） - 主演・おしの 役
- 夢のカリフォルニア（2002年4月 - 6月、TBS） - 麻生恵子 役
- 探偵家族（2002年7月 - 9月、日本テレビ） - 田中亜湖 役
- 天才柳沢教授の生活（2002年10月 - 12月、フジテレビ） - 柳沢世津子 役
- ブラックジャックによろしく（2003年4月 - 6月、TBS） - 皆川泰子 役
- 生放送はとまらない!（2003年10月10日、テレビ朝日） - 花野イズミ 役
- 太閤記 サルと呼ばれた男（2003年12月27日、フジテレビ） - ねね 役
- ブラックジャックによろしく 〜涙のがん病棟編〜（2004年1月3日、TBS） - 皆川泰子 役
- 滅びのモノクローム（2004年2月20日、フジテレビ ） - 主演・月森花 役[25]
- みんな昔は子供だった（2005年1月 - 3月、関西テレビ）[11] - 主演・照崎アイ子 役
- 江戸前鮨職人きららの仕事（2005年5月26日、TBS） - 主演・海棠きらら 役
- 恋のから騒ぎドラマスペシャル「笑われる女」（2005年9月21日、日本テレビ） - 主演・水戸いずみ 役
- ブラザー☆ビート（2005年10月 - 12月、TBS） - 田村知里 役
- SMAP×SMAP「ハッピーバレンタイン Happy Valentine -あの日の想い- 」（2006年2月20日、関西テレビ・フジテレビ） - 田村たかこ 役
- 銭華〜銀座ホステス株バトル〜（2006年6月20日、日本テレビ） - 主演・坂本千尋 役
- 結婚できない男（2006年7月 - 9月、関西テレビ） - 田村みちる 役
- ちびまる子ちゃん（2006年10月31日、フジテレビ） - 若いときのさくらすみれ 役
- 悪魔が来りて笛を吹く（2007年1月5日、フジテレビ） - 椿美禰子 役
- 日本偉人大賞2007「お市の方」（2007年4月7日、フジテレビ） - お市の方 役
- 死ぬかと思った「お母さん」（2007年4月28日、日本テレビ） - 主演・若槻美雪 役
- 星ひとつの夜（2007年5月25日、フジテレビ） - 宮下奈津 役
- ホタルノヒカリ（2007年7月 - 9月、日本テレビ） - 三枝優華 役
- オトコの子育て（2007年10月 - 12月、朝日放送・テレビ朝日） - 水沢弥生 役
- 東京大空襲（2008年3月17日・18日、日本テレビ） - 富田絢子 役
- アベレイジ「不倫女の週末」（2008年3月28日、フジテレビ） - 三井優子 役
- 風のガーデン（2008年10月 - 12月、フジテレビ） - 二神香苗 役
- セレブと貧乏太郎（2008年10月 - 12月、フジテレビ） - 安田幸子 役
- Goro's Bar ドラマスペシャル（2009年3月10日、TBS） - 田野倉カナエ 役
- 絶対彼氏〜完全無欠の恋人ロボット〜 最終章スペシャル（2009年3月24日、フジテレビ） - 神谷亜弓 役
- カイドク〜都市伝説の暗号ミステリー〜（2009年6月30日、関西テレビ） - 羽柴美鈴 役
- ROMES 空港防御システム（2009年10月 - 12月、NHK総合） - 八坂葵 役
- 笑う女優「告白」（2010年1月1日、日本テレビ） - 杉本ひとみ 役
- 卒うた / 第二夜『道』（2010年3月2日、フジテレビ） - 山崎真理子 役
- SMAP×SMAP『本当にあった恋の話 〜衝撃の恋愛エピソード Best 10〜』第9話 「プロポーズの多い恋」（2010年4月19日、関西テレビ・フジテレビ） - 沙織 役
- タンブリング（2010年4月 - 6月、TBS） - 江崎祥子 役
- スペシャルドラマ「ストロベリーナイト」（2010年11月13日、フジテレビ） - 佐田倫子 役
- 獣医ドリトル 第4話（2010年11月14日、TBS） - 月野絵里 役
- 告発〜国選弁護人 第6話（2011年2月17日、テレビ朝日） - 宮崎由紀子 役
- 幸せになろうよ（2011年4月 - 6月、フジテレビ） - 松下みゆき 役
- マドンナ・ヴェルデ（2011年4月 - 5月、NHK総合） - 曾根崎理恵 役
- 世にも奇妙な物語 21世紀 21年目の特別編『PETS』（2011年5月14日、フジテレビ） - 栗田桃子 役
- 俺の空 刑事編（2011年10月 - 12月、テレビ朝日） - 大川真弓 役
- ストロベリーナイト 第1話（2012年1月10日、フジテレビ） - 佐田倫子 役（回想出演）
- ハングリー!（2012年1月 - 3月、関西テレビ） - 橘まりあ 役[26]
- 謎解きはディナーのあとで スペシャル（2012年3月27日、フジテレビ） - 服部祥子 役
- 金曜プレステージ『森村誠一 女のサスペンス・マリッジ』（2012年6月29日、フジテレビ） - 主演・小嶋茜 役
- 遅咲きのヒマワリ〜ボクの人生、リニューアル〜（2012年10月 - 12月、フジテレビ） - 島田さより 役
- NHK正月時代劇 御鑓拝借〜酔いどれ小籐次留書〜（2013年1月1日、NHK総合） - お菊 役
- 新春ワイド時代劇 白虎隊〜敗れざる者たち（2013年1月2日、テレビ東京） - 西郷眉寿子 役
- 大岡越前（2013年3月 - 4月、6月、2014年1月、NHK BSプレミアム） - 雪絵 役
- 味いちもんめ（2013年5月11日、テレビ朝日） - 加山奈津子 役
- 激流〜私を憶えていますか?〜（2013年6月 - 8月、NHK総合） - 御堂原貴子 役[27]
- 月曜ミステリーシアター 杉村三郎シリーズ（TBS） - 杉村菜穂子 役
  - 『名もなき毒』（2013年7月 - 9月）
  - 『ペテロの葬列』（2014年7月 - 9月）
- 連続ドラマW（WOWOW） 
  - 天国のスープ（2008年10月19日） - 主演・杉村結子 役
  - 造花の蜜（2011年11月 - 12月） - 小川香奈子 役
  - 埋もれる（2014年3月16日） - 浅尾葉子 役
  - 東野圭吾「片想い」（2017年10 - 11月） - 西脇理沙子 役[28]
  - OZU 〜小津安二郎が描いた物語〜 第2話「生れてはみたけれど」（2023年11月） - 英子 役[29]
- ブラック・プレジデント（2014年4月 - 6月、関西テレビ） - 冴島真理 役[30]
- デート〜恋とはどんなものかしら〜（2015年1月 - 3月、フジテレビ） - 島田佳織 役[31]
  - デート〜恋とはどんなものかしら〜2015夏 秘湯（2015年9月28日）[注 1]
- 月曜ゴールデン『民間科捜研 桐野真衣の殺人鑑定』（2016年3月14日、TBS） - 主演・桐野真衣 役[33]
- 99.9-刑事専門弁護士- 第9話（2016年6月12日、TBS） - 皐月 役[34]
- 昔話法廷「舌切りすずめ裁判」（2016年8月4日、NHK Eテレ） - 検察官 役 [35]
- 視覚探偵 日暮旅人 第3話（2017年2月5日、日本テレビ） - 西沢愛歌 役[36]
- 嘘の戦争 第9話（2017年3月7日、関西テレビ） - 七沢由美子 役[37]
- 世にも奇妙な物語 ’18秋の特別編「あしたのあたし」（2018年11月10日、フジテレビ） - 主演・斉木香織 役[17]
- 土曜ドラマスペシャル ベトナムのひかり〜ボクが無償医療を始めた理由〜（2019年1月12日、NHK） - 羽鳥結衣 役[38]
- ハル〜総合商社の女〜 第6話（2019年11月25日、テレビ東京） - 久保田英里子 役[39]
- 日曜プライム・ドラマスペシャル 嫉妬（2020年8月16日、テレビ朝日） - 主演・永井文奈 役[40]
- 管理官キング（2022年1月6日、テレビ朝日） -  七瀬香織 役 [41]
- 孤独のグルメ2023大晦日スペシャル 井之頭五郎、南へ逃避行「探さないでください。」（2023年12月31日、テレビ東京）- 玉城玲奈 役[42]
- 大河ドラマ 光る君へ 第1回[注 2]（2024年1月7日[注 2]、NHK総合） - ちやは 役[43]
- 厨房のありす 第4話・第8話・最終話（2024年2月11日・3月10日・3月24日、日本テレビ） - 五條未知子 役[44]
- 南くんが恋人!? 第4話 -（2024年8月13日 - 、テレビ朝日） - 富田早苗 役[45]
- 3年C組は不倫してます。（2024年10月2日 - 12月18日、日本テレビ） - 上村遥 役[46]
- 終幕のロンド -もう二度と、会えないあなたに-（2025年10月〈予定〉 - 、関西テレビ・フジテレビ） - 森山静音 役[47]

### 教育
- ボキャブライダー on TV（2016年9月 - 10月、2017年4月 - 、NHK Eテレ） - 国仲涼子役

### バラエティ
- アイドルハイスクール 芸能女学館（1998年 - 1999年、フジテレビ） - レギュラー
- ミュージック・ジャンプ（1999年 - 2000年、NHK-BS2） - レギュラー
- BEAT BANG（1999年 - 2000年、テレビ東京） - レギュラー
- 思い出のメロディー（第33回、2001年8月11日、NHK総合・ラジオ第1） - 司会
- 世界びっくり旅行社「2010夏休み特別営業スペシャル」（2010年8月17日、NHK総合） - リポーター

他多数

### ドキュメンタリー
- キヤノンスペシャル・光の惑星 5000年の旅（2004年12月4日・5日、テレビ朝日） - リポーター
- サイエンスミステリー それは運命か奇跡か!?〜DNAが解き明かす人間の真実と愛〜（第3回、2004年12月18日、フジテレビ） - パーソナリティー
- 宮里藍・19歳の未来地図（2004年、フジテレビ） - ナレーション
- 東の太陽 西の月星 〜海の記憶は空を翔る・日本とトルコ117年の物語〜（2007年3月10日、BS朝日） - ナレーション
- 写真物語（2007年10月6日、フジテレビ） - リポーター
- にっぽん紀行・春・出発「炎と向き合う40時間〜長野・山村留学の子どもたち〜」（2008年3月、NHK総合） - 案内人・ナレーション
- 沖縄の旋風（カゼ）、再び〜引き継がれたエースナンバー〜（2008年4月、毎日放送） - ナレーション
- 奇跡の地球物語〜近未来創造サイエンス（テレビ朝日） - ナレーション
  - 第51回「沖縄 〜美ら海からの贈り物〜」（2010年10月31日）
  - 第56回「サンマ 〜あなたの知らない驚異の世界〜」（2010年12月5日）
- 体感!グレートネイチャー（2011年4月9日 - 10月1日、NHK BSプレミアム） - ナレーション
- アスリートの魂 「"迷いをふりきれ" 宮里美香」（2011年10月3日、NHK総合） - ナレーション
- ヨーロッパ食堂〜美味探求!素晴らしき食の世界〜（2013年4月1日 - 9月23日、BS朝日） - ナレーション
- 国仲涼子のイタリア美食紀行 もう一人のダ・ヴィンチを追って（2014年1月3日、BS朝日） - ナビゲーター
- 国仲涼子のフランス美食紀行 マリー・アントワネットともう一人のマリー（2015年1月2日、BS朝日） - ナビゲーター[48]
- 国仲涼子がたどる琉球の石 地図伝来の謎（2015年1月17日、琉球放送制作、TBS系列） - ナビゲーター[49]
- 不思議の首里城〜沖縄 こころの物語〜（2020年11月3日、NHK総合） - ナレーション[50]
- 戦場に消えた住民〜沖縄戦 知られざる従軍記録〜（2021年8月23日、NHK BS1） - ナレーション[51]

### 舞台
- 天璋院篤姫（2011年7月、福岡・博多座） - 主演・篤姫 役
- 吉本百年物語 大将と御寮ンさん・二人の夢（2012年4月、大阪・なんばグランド花月） - 吉本せい 役
- 生きているから 〜対馬丸ものがたり〜（2025年8月〈予定〉、沖縄・那覇文化芸術劇場なはーと 大劇場）[52]

### ラジオ
- JUNGLE PARADISE（1999年、FM-FUJI） - レギュラー

### CM
- ニベア花王「8×4」（1999年）
- 日清食品「麺職人」（2001年）
- 省エネルギーセンター「スマートライフ」（2001年 - 2002年）
- 東日本旅客鉄道「Suica」（2001年 - 2002年）
- トヨタ自動車「トヨタサービス」（2002年）
- NTTコミュニケーションズ「CoDen」（2003年）
- キリンビバレッジ「琉球号」（2003年）
- 東芝「ノンフロンthe鮮蔵庫」（2003年5月 - ）[53]
- カルビー「ポテトチップス」（2004年）
- 味の素「味の素KKの基本だし」（2005年 - 2008年）
- ライオン「スマイルコンタクトピュア」（2005年）
- ニベア花王「アトリックス」（2006年）
- アリコジャパン（2006年 - 2008年）
- 山田養蜂場「ハニーラボ スキンケア」（2009年）
- 武田薬品工業「ベンザブロックIPプラス」（2013年9月 - ）[54]
- ジャスト「ウォータースタンド」（2017年7月 - ）[55]

### 携帯電話配信分
VISION CASTでオンエアされている携帯ドラマのうち、以下の作品に出演。
- イチカバチカ（2007年8月） - リョーコ 役
- FIVE STORIES in IKSPIARI「ピーマンからのリクエスト」（2007年12月） - 桜井そのみ 役
- ふわふわふわり（2008年2月） - リョウコ 役

## 受賞歴
- 2001年
  - 第30回ザテレビジョンドラマアカデミー賞 主演女優賞（『ちゅらさん』）
  - 第11回TVLIFEドラマ大賞 新人賞（『ちゅらさん』）[56]
  - 第9回ベストスマイル・オブ・ザ・イヤー2001[57]
- 2002年
  - 第26回エランドール賞 新人賞[58]
  - 第39回ゴールデン・アロー賞 放送新人賞
  - 第27回ブルガリア・ゴールデンチェスト国際テレビ祭 最優秀女優賞

## 作品

### 写真集
- 素顔のままで。（1999年10月、テイ・アイ・エス、撮影：野村誠一）ISBN 4886182135
- 23ans（2002年7月、ワニブックス、撮影：根本好伸）ISBN 4847027205
- 国仲涼子写真館〜風の記憶〜（2004年3月26日、主婦と生活社、撮影：堤隆繁）ISBN 4391129272
- COLORS（2011年7月27日、ワニブックス、撮影：根本好伸）ISBN 978-4847043833

## CD

### シングル
- 琉球ムーン（2003年4月25日）
- めぐり逢えたね（2004年9月29日）

### アルバム
- ふるさと（2004年2月18日）

### DVD
- 音景色（2004年11月、ポニーキャニオン）ビデオクリップ集。